# Hirodži Imamura
Hirodži Imamura (japonsko 今村 博治), japonski nogometaš, * 27. april 1949.
Za japonsko reprezentanco je odigral štiri uradne tekme.